# Budmerice (kaštel)

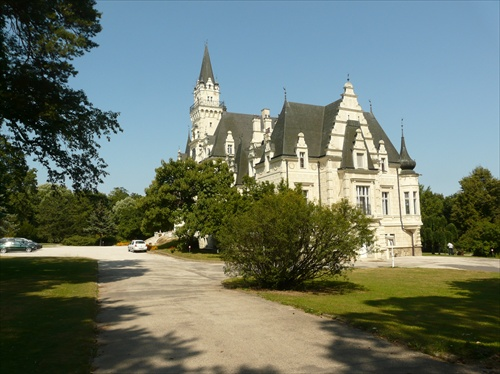
Budmerický kaštel

Kaštel Budmerice (též Pálffyovský kaštel či Budmerický zámek) je kaštel, který se nachází v Trnavské pahorkatině v obci Budmerice. Je obklopen anglickým parkem z druhé poloviny 19. století.

## Historie
Zámek nechal postavit v letech 1889–1889 v pseudogotickém stylu jako lovecký hrabě Ján Pálffy (1857–1934), který pocházel z červenokamenské větve rodu Pálffyů. Inspirací při stavbě byly pravděpodobně renesanční zámky na Loiře. Proč je budova souborem více slohů a období, se snaží vysvětlit pověst o tom, jak se hrabě Pálffy ve Francii zamiloval do mladé šlechtičny, kterou chtěl požádat o ruku. Umínil si však, že nejprve musí svoje sídla upravit tak, aby jí připomínaly francouzské zámky.
Ján Pálffy měl velmi rád hony, proto nechal nedaleko kaštelu zbudovat bažantnici a ještě dnes je možné v lese narazit na zbytky jejího oplocení. V této době patřily Budmerice k panství Červený Kameň. V roce 1945 po emigraci posledního budmerického hraběte Pavla byl kaštel československou vládou zkonfiskován.
Nad portálem se nachází erb Jana Pálffyho a jeho manželky Elsy von Schlippenbach, po jehož stranách je uveden nápis: "ANNO. DOMINI- -MDCCCLXXXIX. // QUO. NUPTIAS. RITE- CELEBRAVERUNT. COMES // JOANNES. PÁLFFY. - AB ERDÖD. JUNIOR. AC. // ELSA. COMITISSA. - SCHLIPPENBACH. EXSTRUCTUM // CURANTE. FRAN A NEUMANN, ARCHITECTORE".
Zámek je v působnosti MK SR, jeho provoz zabezpečuje Slovenské národní muzeum – Muzeum Červený Kameň, v sobotu a neděli je přístupný pro veřejnost. Je zapsán v Ústředním seznamu kulturních památek.